# حبيب خوري
حبيب خوري (1879-1968) هو أديب فلسطيني ولد في كفر ياسيف في مدينة عكا، انتسب لكلية الشباب بالقدس وتتلمذ على يد الأستاذ الأديب نخلة زريق، حيث برع في اللغة العربية وأحب الشعر وأصبح أديباً وشاعراً، أشرف حبيب خوري على مجلة الكلية العربية من حيث الإدارة والتحرير لمدة ستة عشر عاماً، ولقبه الأستاذ يعقوب العودات بالقاموس المتنقل. درس حبيب خوري في مدرسة صهيون من عام 1898-1905، وأتقن اللغة الإنجليزية وعمل مع المستشرق البريطاني الدكتور سترلنغ في تصنيف كتاب "الاصطلاحات العربية". كما عُين مفتشاً للمعارف في لواء عكا ثم القدس، وفي عام 1922 عُين أستاذاً للغة العربية وآدابها في القدس.
كتب عدداً من المقالات في الصحف والمجلات الفلسطينية قبل النكبة، ومن أهم هذه المقالات: غزة هاشم صدرت في النفائس العصرية عام 1910، والتعاون ومعلم المدرسة والتي نشرت في صحيفة فلسطين عام 1930، وغيرها العديد نشر في صحيفة فلسطين والكلية العربية. سافر حبيب خوري إلى الولايات المتحدة الأمريكية عام 1962 وألقى محاضرات عن القضية الفلسطينية بشأن الاحتلال الإسرائيلي على فلسطين والمعاناة التي يعيشها الفلسطينيون بعد احتلال أرضهم وتهجيرهم منها قسرياً ومنعهم من العودة إليها، إضافةً للظلم والاضطهاد للذين لم يتركوا أرضهم.

## مؤلفاته
ألف عددًا من الكتب، منها:
- «جغرافية فلسطين»
- «التعاون الفلسطيني والجمعيات التعاونية»
- «صحة الطفل»
- «شرح المعلقات»
- «مذكرات اثنين وثلاثين سنة»